# Wira Wama
Wira Wama (24 de octubre de 1989) es un futbolista papú que juega como mediocampista en el MBU Sabercats.

## Carrera
Hizo su debut en 2009 jugando para el Hekari United. Ganó cuatro veces la liga nacional de Papúa Nueva Guinea y la Liga de Campeones de la OFC 2009/10, título que convirtió al Hekari en el primer campeón oceánico fuera de Australia y Nueva Zelanda, y permitió a Wama disputar la Copa Mundial de Clubes de la FIFA 2010. En 2013 viajó a Estados Unidos para incorporarse al MBU Sabercats, equipo deportivo de la Universidad de Maranatha. Luego de un corto regreso al Hekari, volvió al elenco universitario en 2016.

### Clubes
| Club                        | País               | Año             |
| --------------------------- | ------------------ | --------------- |
| Hekari United Football Club | Papúa Nueva Guinea | 2009 - 2013     |
| MBU Sabercats               | Estados Unidos     | 2013 - 2015     |
| Hekari United Football Club | Papúa Nueva Guinea | 2015 - 2016     |
| MBU Sabercats               | Estados Unidos     | 2016 - Presente |

### Selección nacional
Disputó cuatro partidos con la selección de Papúa Nueva Guinea Sub-23. En el seleccionado mayor, fue convocado para la Copa de las Naciones de la OFC 2012 y Copa de las Naciones de la OFC 2016.